# Intro (Recklezz)
Intro is een lied van de Nederlandse rapper KA. Het was de introductietrack van het album Recklezz uit 2022.

## Achtergrond
Intro is geschreven door Ayoub Chemlali en Thijs van Egmond en geproduceerd door Thez. Het is een nummer dat past in de genres nederhop en trap. In het lied reflecteert KA over hoe zijn leven is gelopen, zijn route naar succes en zijn verdere ambities. 

## Hitnoteringen
Ondanks dat het lied niet als single was uitgebracht, had KA toch bescheiden succes met het lied in Nederland. Het piekte op de 35e plaats van de Single Top 100 in de twee weken dat het in deze hitlijst te vinden was. De Top 40 en haar Tipparade werden niet bereikt.